# Горанфло
Горанфло (фр. Gorenflos) насеље је и општина у североисточној Француској у региону Пикардија, у департману Сома која припада префектури Абевил.
По подацима из 2011. године у општини је живело 218 становника, а густина насељености је износила 35,33 становника/km². Општина се простире на површини од 6,17 km². Налази се на средњој надморској висини од 100 метара (максималној 117 m, а минималној 77 m).

## Демографија
| 1962. | 1968. | 1975. | 1982. | 1990. | 1999. | 2011. |
| ----- | ----- | ----- | ----- | ----- | ----- | ----- |
| 250   | 251   | 219   | 215   | 198   | 232   | 218   |

График промене броја становника у току последњих година